# Callimoxys gracilis
Callimoxys gracilis är en skalbaggsart som först beskrevs av Gaspard Auguste Brullé 1832.  Callimoxys gracilis ingår i släktet Callimoxys och familjen långhorningar.
Artens utbredningsområde är Iran. Inga underarter finns listade.